# 孟嘗大羽介
孟嘗大羽介（学名：Meganopteron mongchangi）为尾花介科大羽介屬下的一个种。